# Activité partielle
En France, l'activité partielle (ou chômage partiel ou encore chômage technique) est un dispositif permettant aux entreprises faisant face à des difficultés économiques temporaires de réduire l'activité de leurs employés. 
Pour bénéficier d'un régime d'activité partielle, une entreprise qui fait face à des difficultés temporaires peut faire une demande d'autorisation préalable auprès de la Direction régionale des entreprises, de la concurrence, de la consommation, du travail et de l'emploi (DIRECCTE). Les salariés sont alors indemnisés en contrepartie de la réduction de leur temps de travail,,.

## Principe généraux du chômage partiel en France

### Situation
Lorsqu'une entreprise est dans l'obligation de cesser son activité temporairement ou doit réduire le temps de travail de ses employés, en dessous de la durée légale du travail, elle peut faire une demande d'aide afin que ses employés puissent bénéficier du chômage partiel. 
Cette demande d'autorisation préalable et d'indemnisation d'activité partielle doit se faire auprès de la direction régionale des entreprises, de la concurrence, de la consommation, du travail et de l'emploi. 
Si l'entreprise est constituée de plus de 50 salariés, le comité social et économique (CSE) doit donner son avis. Dans certaines situations exceptionnelles, les entreprises peuvent transmettre l'avis du CSE dans un délai de deux mois maximum après la demande,.
Lorsque l'autorisation est accordée, les salariés peuvent en bénéficier pendant une durée maximale de douze mois renouvelables. Une limite de mille heures par an et par salarié est instaurée. S'il s'agit d'une réduction de travail due à des travaux de modernisation, la limite est de cent heures par an et salarié. 
Pendant les heures chômées, le contrat de travail est suspendu. Le salarié ne perçoit plus de salaire pour les heures chômées, mais l'employeur verse une indemnité d’activité partielle. Ce temps de chômage partiel indemnisé est assimilé à des périodes de travail. Il entre en ligne de compte pour la détermination des différentes prestations de la Sécurité Sociales et pour la retraite complémentaire.

### Montant des indemnités
Les salariés reçoivent une indemnité égale à 70 % de leur salaire brut, payée (mais non financée) par leur employeur. Si les salariés effectuent des formations pendant leurs heures de travail, l'indemnité est de 100 % du salaire brut. 
S'il a obtenu l'autorisation préalable d'indemnisation d'activité partielle, l'employeur perçoit, chaque mois, un remboursement intégral des rémunérations versées à ses salariés, sous forme d’une allocation d’activité partielle.
Depuis le 1er mars 2020, l’allocation horaire perçue par l’employeur correspond à 70 % du salaire brut du salarié en activité partielle. Le montant horaire de l’allocation est situé entre 8,03 euros et 31,97 euros (soit 70 % d’un plafond de 4,5 smic horaire brut).

### Financement des indemnités
L'allocation est à la fois financée par l'État et l'Unédic.
L'enveloppe allouée pour financer cette aide évolue en fonction du contexte économique de la France.
En 2016, les dépenses de l'Unédic liées à l’activité partielle s’élevaient à hauteur de 67 millions d'euros pour un effectif de 226 228 personnes.
Selon les données de la Dares, le montant total des dépenses s'élevait en 2016 à 174 millions d’euros, 22 millions d'heures ont été consommées et l’effectif total en activité partielle était de 226600 personnes.
En 2019, pour l’Unédic, le montant de cette dépense s'élève à 39 millions d'euros.

### Chômage partiel pendant la pandémie de Covid-19 en France en 2020
En raison de la pandémie de Covid-19 de nombreuses entreprises, et notamment les commerces ont dû cesser ou limiter fortement leur activité afin de réduire les contacts physiques et par conséquent, la propagation du virus. Le 20 avril 2020, la ministre du Travail Muriel Pénicaud annonce que 9,6 millions de salariés sont au chômage partiel.
Dans ce contexte particulier, l'État a mis en place différentes mesures pour faciliter le recours à l'activité partielle des entreprises. La mise en oeuvre concrète de la mesure a été assurée par la Délégation générale à l'Emploi et la Formation professionnelle (DGEFP) du ministère du travail. 
Le décret no 2020-325 du 25 mars 2020 relatif à l'activité partielle acte la prise en charge du financement des indemnités du chômage partiel, dans la limite de 4,5 smic (pour les salaires allant jusqu’à 6 927 euros bruts mensuels). L’allocation de l'activité partielle est financée à hauteur de deux tiers par l’État, le tiers restant est à la charge de l'Unédic. Au-delà de 4,5 smic, la différence est à la charge de l'entreprise.
Toutes les entreprises, et plus particulièrement les restaurants, cafés, magasins, victimes d’une baisse d’activité ou dans l’obligation de fermer, en application de l’arrêté du 15 mars 2020 sont éligibles au dispositif d’activité partielle.
Les entreprises ont un délai de trente jours pour déposer leur demande avec effet rétroactif. La demande peut se faire sur le site du ministère du Travail consacré au chômage partiel .
En juillet 2020, un nouveau dispositif d’activité partielle de longue durée (APLD) s’applique. Conditionné à la conclusion d’un accord de branche ou d’entreprise, il est applicable pour une durée de six mois (renouvelable dans la limite de 24 mois) et est limité à une réduction de 40 % de l’horaire de travail du salarié. Les taux d’indemnisation et d’allocation versés dans le cadre de l’activité partielle de longue durée (APLD) sont identiques à ceux de l’activité partielle classique.
Le président de l'Unédic Éric Le Jaouen précise que le chômage partiel est financé à hauteur de 33 % par l'Unédic, ce qui revient à environ un milliard d'euros par semaine de confinement.
En février 2021, l’Unédic publie ses prévisions financières. Son déficit est de 17,4 milliards d’euros en 2020 dont plus de la moitié correspond au financement de l’activité partielle. 

### Étude sur l’activité partielle
En 2018, les chercheurs Sandra Nevoux, Pierre Cahuc et Francis Kramarz publient un article sur l’activité partielle pour la Banque de France. Selon cette note, l’activité partielle est efficace en période de crise. C'est notamment le cas lors de la grande récession de 2008-2009. Ce dispositif permet de conserver l’emploi, de réduire les coûts de travail pour l’entreprise tout en préservant le capital humain.
Cependant, la note de la Banque de France alerte aussi sur les effets pervers de la mise en place de l’activité partielle. Certaines entreprises ont recours à cette aide uniquement pour réduire les coûts salariaux ou subventionner des emplois amenés à disparaître.